# Caterina Cavalieri
Katharina Magdalena Josepha Cavalier dite Caterina Cavalieri est une cantatrice (soprano) autrichienne née à Lichtenthal le 18 mars 1755 et morte à Vienne le 30 juin 1801.

## Biographie
Après des études de chant avec Antonio Salieri, elle est engagée à l'Opéra italien de Vienne où elle fait ses débuts dans l'opéra de Pasquale Anfossi La finta gardiniera en 1775 avant d'entrer dans la troupe du nouvel Opéra national allemand voulu par Joseph II en 1778. Salieri compose pour elle le rôle de Nannette dans Der Rauchfangkehrer en 1781, destiné à mettre en valeur sa virtuosité vocale et son ample tessiture.
Mozart à son tour lui écrit sur mesure les rôles de Constanze dans L'Enlèvement au sérail (1782) et de Madame Silberklang dans Der Schauspieldirektor (1786), ainsi que l'air « In quali eccessi … Mi tradì quell'alma ingrata », KV 540c, pour la reprise de Don Giovanni à Vienne en 1788. Sensible à ses charmes, il affirma qu'elle était une « cantatrice dont l'Allemagne pouvait être fière »[réf. nécessaire]. 
Cavalieri était un soprano avec une voix puissante et très étendue, jusqu'au contre fa. Son apparence était en revanche des plus ingrates : elle était borgne et maladroite sur scène.
Elle se retire de la scène en 1793 et meurt en 1801, à 46 ans, sans avoir jamais chanté ailleurs qu'à Vienne, ce qui est tout à fait exceptionnel pour l'époque.